# 大阪府立桃谷高等学校
大阪府立桃谷高等学校（おおさかふりつももだにこうとうがっこう）は、大阪府大阪市生野区にある府立の高等学校。

## 概要
1966年に前身の大阪府立大手前高等学校通信制課程から分離独立する形で、現在地に大阪府立桃谷高等学校として開校した。
通信制課程および夜間定時制課程を併設する単位制高等学校である。通信制の課程は、前身の大阪府立大手前高等学校通信制課程の時代から現在に至るまで、大阪府内の公立高校としては唯一のものである。
校地は、1966年3月に別の場所に移転した大阪府立勝山高等学校の旧校地を転用したものである。またかつては大阪府立白菊高等学校（1967年-1970年）、および大阪府立大学工業短期大学部（1967年-1983年）と校舎を共有していた時期もあった。

## 沿革
1948年に大阪府立大手前高等学校に通信教育部が設置されたことが、学校の起源となっている。通信教育部は通信制課程へと改称されたのち、1966年に大手前高等学校の通信制課程が独立する形で、大阪府立桃谷高等学校として開校した。

### 通信制課程
1966年の開校当初は通信制課程のみを設置していた。桃谷高等学校開設にあわせて企業からの集団入学者を対象とする「集団部」を新設、大手前高校時代からの個人別の入学者を担当する「個別部」とあわせて2部とした。
1992年には大阪府立高校としては初めてとなる単位制に改編した。個別部を「単位制部」と改称し、月・水・金曜午後にスクーリングを実施する「昼間部」を新設、従来からの隔週日曜日の日中と毎週月・金曜の夜にスクーリングを実施する部を「日・夜間部」とした。同時に集団部の入学者募集を停止し、在籍者の卒業を待って1995年に廃止している。

### 定時制課程
1995年に定時制課程・昼間部を併設した。さらに翌1996年には定時制課程・夜間部も併設した。当時大阪府立高等学校でおこなわれた夜間定時制高校再編策に伴い、近隣で同時期に募集停止・閉課程となった大阪府立高津高等学校定時制課程および大阪府立勝山高等学校定時制課程を実質的に継承する形にもなっている。
2005年には定時制課程を多部制単位制（クリエイティブスクール）へと改編している。
大阪府教育委員会は、2018年8月30日の教育委員会議で、さらなる少子高齢化の影響で、府内の公立中学校の卒業生が2019年度の約7万人から2023年度には約3千人減る見通しを受け、府立と大阪市立の昼間部のある高等学校について2023年度までに8校減らして計141校にする再編計画案を了承した。この措置に伴い、多部制単位制I部・II部が大阪府立勝山高等学校と統合し、2020年に従来の勝山高等学校の校地に大阪府立大阪わかば高等学校を新設することになった。これに伴い多部制単位制I部・II部は2020年度以降の募集を停止し、2023年9月をもって閉部となった。
また2020年度より多部制単位制III部を夜間定時制の課程に改編し、同年度入学者より年次進行で移行した。多部制単位制III部に入学・編入学した生徒は移行措置を経て、2022年度末（2023年3月）に閉部した。

### 年表
- 1948年4月 - 大阪府立大手前高等学校に通信教育部を開設。
- 1962年4月 - 通信教育部を通信制課程へ改称。
- 1966年4月 - 大阪府立桃谷高等学校（通信制の課程普通科）として独立開校。
- 1992年4月 - 単位制高等学校に改編。日･夜間部､昼間部の2部制。
- 1995年4月 - 定時制の課程・昼間部を設置。
- 1996年4月 - 定時制の課程・夜間部を併設。
- 2005年4月 - 定時制の課程を「多部制単位制高校」I部・II部・III部に改編。
- 2020年4月 - 多部制単位制I部・II部が大阪府立勝山高等学校と統合し、大阪府立大阪わかば高等学校開校。多部制単位制III部を夜間定時制課程に改編。
- 2023年9月30日 - 多部制単位制を閉部[4]。

## 交通
- 西日本旅客鉄道 大阪環状線 桃谷駅より南東へ約1km
- 大阪シティバス・生野区役所バス停よりすぐ

## 著名な卒業生
- 歌川豊国 (6代目) - 浮世絵師
- マグナム北斗 - 元AV男優、現飲食業経営者
- 井岡弘樹 - プロボクサー
- 斎藤慎太郎 - 将棋棋士